# All My Love
«All My Love» — шестая по счёту песня группы Led Zeppelin из альбома In Through the Out Door (1979). Она была написана Робертом Плантом и Джоном Полом Джонсом. Песню можно назвать рок-балладой, соло на синтезаторе исполняет Джонс. «All My Love» была написана в память о сыне Роберта Планта — Караке, который погиб, когда Плант с группой находился на гастролях в Северной Америке в 1977 году.

## Запись и релиз
«All My Love» — одна из двух песен группы, в написании которых не принимал участие Джимми Пейдж (вторая песня, «South Bound Saurez», также из альбома In Through the Out Door). В то время Пейдж и барабанщик Джон Бонем проводили много времени вместе и редко появлялись в студии, в то время как Плант и Джонс уже начали работать над материалом для альбома In Through the Out Door.
Led Zeppelin исполняли песню во время своего европейского концертного турне 1980 года. «All My Love» была включена во многие сборники группы — такие как Early Days and Latter Days, Remasters и Mothership.

## Рецензии критиков
В рецензии на альбом In Through the Out Door (Deluxe Edition) Эндрю Доскас из журнала PopMatters охарактеризовал «All My Love» как «наиболее грустную и искреннюю песню группы».
В списке радиостанции Radio Caroline «500 лучших песен», составленном в 1999 году, «All My Love» стоит на 239-м месте.
В интервью, которое Плант позже дал рок-журналисту Кэмерону Кроу, вокалист заявил, что эта песня была одним из «самых лучших моментов группы». Тем не менее у гитариста Джимми Пейджа и барабанщика Джона Бонэма были сомнения на счёт софт-рокового звучания «All My Love».

## The Hook
Моноверсия песни была выпущена в 2015 году под названием «The Hook» на расширенном переиздании альбома In Through the Out Door.